# Llista d'obertures d'escacs amb nom de persona
The Oxford Companion to Chess llista 1.327 obertures d'escacs i variants amb nom de persona. Els noms dels jugadors d'escacs són les fonts més comunes pels noms de les obertures. El nom que es dona a una obertura no és sempre el del primer jugador que l'adopta; sovint una obertura és batejada amb el nom del primer jugador que la va fer popular o en va publicar una anàlisi.
|  |

- Variant Abonyi del gambit Budapest – 1.d4 Cf6 2.c4 e5 3.dxe5 Cg4 4.e4 Cxe5 5.f4 Cec6 – en honor d'István Abonyi.[2]
- Atac Adams de la defensa siciliana – 1.e4 c5 2.Cf3 d6 3.d4 cxd4 4.Cxd4 Cf6 5.Cc3 a6 6.h3 – en honor de Weaver W. Adams.[3]
- Variant Adler del gambit Budapest – 1.d4 Cf6 2.c4 e5 3.dxe5 Cg4 4.Cf3 – en honor d'Adler.[4]
- Obertura Alapín – 1.e4 e5 2.Ce2 – en honor de Semion Alapín;[5]
- Variant Alapín de la defensa siciliana – 1.e4 c5 2.c3 – en honor de Semion Alapín;[6]
- Contragambit Albin – 1.d4 d5 2.c4 e5 – en honor d'Adolf Albin;[7]
- Variant Alburt de la defensa Alekhin – 1.e4 Cf6 2.e5 Cd5 3.d4 d6 4.Cf3 g6 – en honor de Lev Alburt;[8]
- Atac Alekhin-Chatard a la defensa francesa – 1.e4 e6 2.d4 d5 3.Cc3 Cf6 4.Ag5 Ae7 5.e5 Cfd7 6.h4 – en honor d'Aleksandr Alekhin i Eugene Chatard;[9]
- Defensa Alekhin – 1.e4 Cf6 – en honor d'Aleksandr Alekhin;[7]
- Variant Alekhin del gambit Budapest – 1.d4 Cf6 2.c4 e5 3.dxe5 Cg4 4.e4 – en honor d'Aleksandr Alekhin;[10]
- gambit Allgaier del gambit de rei – 1.e4 e5 2.f4 exf4 3.Cf3 g5 4.h4 g5 5.Cg5 – en honor de Johann Baptist Allgaier;[10]
- Obertura Anderssen – 1.a3 – en honor d'Adolf Anderssen;[11]
- Variant Arkell-Khenkin de la defensa Caro-Kann – 1.e4 c6 2.d4 d5 3.e5 c5 – en honor de Keith Arkell i Ígor Khenkin;[12]
- Sistema Averbakh de la defensa índia de rei – 1.d4 Cf6 2.c4 g6 3.Cc3 Ag7 4.e4 d6 5.Ae2 0-0 6.Ag5 – en honor de Iuri Averbakh;[13]
- Defensa Balogh – 1.e4 d6 2.d4 f5 – en honor de János Balogh;[14]
- Sistema Barcza - 1.Cf3 d5 2.g3 - en honor de Gedeon Barcza;
- Obertura Barnes – 1.f3 – en honor de Thomas Wilson Barnes;[15]
- Defensa Basman – 1.e4 g5 – en honor de Michael Basman;[16]
- Defensa Becker del gambit de rei – 1.e4 e5 2.f4 exf4 3.Cf3 h6 – en honor d'Albert Becker;[10]
- Gambit Benko – 1.d4 Cf6 2.c4 c5 3.d5 b5 – en honor de Pal Benko;[17]
- Obertura Benko – 1.g3 – en honor de Pal Benko;[18]
- Defensa Bird de l'obertura Ruy López – 1.e4 e5 2.Cf3 Cc6 3.Ab5 Cd4 – en honor de Henry Bird;[19]
- Obertura Bird – 1.f4 – en honor de Henry Bird;[7]
- gambit Blackburne Shilling – 1.e4 e5 2.Cf3 Cc6 3.Ac4 Cd4 – en honor de Joseph Henry Blackburne;[20]
- Gambit Blackmar-Diemer – 1.d4 d5 2.e4 dxe4 3.Cc3 – en honor d'Armand Blackmar i Emil Josef Diemer;[7]
- gambit Blumenfeld – 1.d4 Cf6 2.c4 c5 3.d5 e6 4.Cf3 b5 – en honor de Benjamin Blumenfeld;[7]
- Defensa Bogoliúbov – 1.d4 Nf6 2.c4 e6 3.Nf3 Bb4+ – en honor de Iefim Bogoliúbov;[7]
- Variant Boleslavski de la defensa siciliana – 1.e4 c5 2.Cf3 d6 3.d4 cxd4 4.Cxd4 Cf6 5.Cc3 Cc6 6.Ae2 e5 – en honor d'Issaak Boleslavski;[15]
- Defensa Bonsch-Osmolovsky del gambit de rei – 1.e4 e5 2.f4 exf4 3.Cf3 Ce7 – en honor de Mikhail Bonsch-Osmolovsky;[21]
- Sistema Botvínnik de la defensa semieslava – 1.d4 d5 2.c4 e6 3.Cc3 Cf6 4.Cf3 c6 5.Ag5 dxc4 6.e4 b5 – en honor de Mikhaïl Botvínnik;[22]
- Variant Botvínnik de l'obertura anglesa – 1.c4 e5 2.Cc3 Cc6 3.g3 g6 4.Ag2 Ag7 5.e4 – en honor de Mikhaïl Botvínnik;[15]
- Defensa Brentano de l'obertura Ruy López – 1.e4 e5 2.Cf3 Cc6 3.Ab5 g5 – en honor de Franz Brentano;[23]
- Variant Breyer de l'obertura Ruy López – 1.e4 e5 2.Cf3 Cc6 3.Ab5 a6 4.Aa4 Cf6 5.0-0 Ae7 6.Te1 b5 7.Ab3 0-0 8.c3 0-0 9.h3 Cb8 – en honor de Gyula Breyer;[24]
- Variant Breyer del gambit de rei – 1.e4 e5 2.f4 exf4 3.Df3 – en honor de Gyula Breyer;[25]
- Variant Capablanca de l'obertura Reti – 1.Cf3 d5 2.c4 c6 3.b3 Cf6 4.Ab2 Ag4 – en honor de José Raúl Capablanca;[26]
- Defensa Caro-Kann – 1.e4 c6 – en honor de Horatio Caro i Marcus Kann;[7]
- Variant Chekhover de la defensa siciliana – 1.e4 c5 2.Cf3 d6 3.d4 cxd4 4.Dxd4 – en honor de Vitaly Chekhover;[27]
- Defensa Txigorin del gambit de dama – 1.d4 d5 2.c4 Cc6 – en honor de Mikhaïl Txigorin;[7]
- Variant Txigorin de la Ruy López – 1.e4 e5 2.Cf3 Cc6 3.Ab5 a6 4.Aa4 Cf6 5.0-0 Ae7 6.Te1 b5 7.Ab3 0-0 8.c3 0-0 9.h3 Ca5 – en honor de Mikhaïl Txigorin;[7]
- Variant Txigorin de la defensa francesa – 1.e4 e6 2.De2 – en honor de Mikhaïl Txigorin;
- Obertura Clemenz – 1.h3 – en honor de Hermann Clemenz;[15]
- Gambit Cochrane de la defensa Petrov – 1.e4 e5 2.Cf3 Cf6 3.Cxe5 d6 4.Cxf7 – en honor de John Cochrane;[28]
- Sistema Colle – 1.d4 d5 2.Cf3 Cf6 3.e3 – en honor d'Edgard Colle;[7]
- Variant Colman de la defensa dels dos cavalls – 1.e4 e5 2.Cf3 Cc6 3.Ac4 Cf6 4.Cg5 d5 5.exd5 Ca5 6.Ab5+ c6 7.dxc6 bxc6 8.Df3 Tb8 – en honor de Eugene Ernest Colman;[29]
- Defenesa Cozio de l'obertura Ruy López – 1.e4 e5 2.Cf3 Cc6 3.Ab5 Cge7 – en honor de Carlo Cozio;[10]
- Defensa Cunningham del gambit de rei – 1.e4 e5 2.f4 exf4 3.Cf3 Ae7 – en honor d'Alexander Cunningham;[7]
- Defensa Damiano – 1.e4 e5 2.Cf3 f6 – en honor de Pedro Damiano;[30]
- Obertura Desprez – 1.h4 – en honor de Marcel Desprez;[31]
- Defensa Dory – 1.d4 Cf6 2.c4 e6 3.Cf3 Ce4 – en honor de Ladislaus Dory;[7]
- Obertura Dunst – 1.Cc3 – en honor de Ted A. Dunst;[7]
- Obertura Durkin – 1.Ca3 – en honor de Robert Durkin;[7]
- Variant Duras de l'obertura Ruy López – 1.e4 e5 2.Cf3 Cc6 3.Ab5 a6 4. Aa4 d6 5.c4 – en honor a Oldřich Duras;[32]
- gambit Eisenberg del gambit de rei – 1.e4 e5 2.f4 exf4 3.Ch3 – en honor de Louis Eisenberg;[33]
- gambit Ellis de la defensa francesa – 1.e4 e6 2.d4 d5 3.Cc3 dxe4 4.Cxe4 e5 - en honor de Maurice Lee Roy Ellis;[34][35]
- gambit Ellis no acceptat de la defensa francesa - 1.e4 e6 2.d4 d5 3.Nc3 dxe4 4.Nxe4 Nc6 5.Nf3 e5 - en honor de Maurice Lee Roy Ellis;[36]
- gambit Englund – 1.d4 e5 – en honor de Fritz Englund;[37]
- Variant Epishin del gambit Benko – 1.d4 Cf6 2.c4 c5 3.d5 b5 4.cxb5 a6 5.bxa6 g6 6.Cc3 Axa6 7.Cf3 d6 8.g3 Ag7 9.Ag2 Cbd7 10.Tb1 – en honor de Vladímir Iepixin;[38]
- gambit Evans – 1.e4 e5 2.Cf3 Cc6 3.Ac4 Ac5 4.b4 – en honor de William Davies Evans;[7]
- Variant Fajarowicz del gambit Budapest – 1.d4 Cf6 2.c4 e5 3.dxe5 Ce4 – en honor de Sammi Fajarowicz;[39]
- Contragambit Falkbeer del gambit de rei – 1.e4 e5 2.f4 d5 – en honor d'Ernst Falkbeer;[7]
- Defensa Fischer del gambit de rei – 1.e4 e5 2.f4 exf4 3.Cf3 d6 – en honor de Bobby Fischer;[40]
- Variant Fleissig del Obertura escocesa – 1.e4 e5 2.Cf3 Cc6 3.d4 exd4 4.Cxd4 Ac5 5.Ae3 Df6 6.c3 Cge7 7.Cc2 – en honor de Bernhard Fleissig;[41]
- Variant Flohr-Mikenas-Carls de l'obertura anglesa – 1.c4 Cf6 2.Cc3 e6 3.e4 – en honor de Salo Flohr, Vladas Mikėnas and Carl Johan Margot Carls;[42]
- Variant Flohr de la defensa Caro-Kann – 1.e4 c6 2.d4 d5 3.Cc3 dxe4 4.Cxe4 Af5 5.Cg3 Ag6 6.Ch3 – en honor de Salo Flohr;[43]
- Variant Flohr de la defensa Grünfeld – 1.d4 Cf6 2.c4 g6 3.Cc3 d5 4.Cf3 Ag7 5.Da4+ – en honor de Salo Flohr;[44]
- Variant Frankenstein–Dràcula de l'obertura vienesa – 1.e4 e5 2.Cc3 Cf6 3.Ac4 Cxe4 – en honor de Monstre de Frankenstein i Compte Dràcula;
- gambit From de l'obertura Bird – 1.f4 e5 – en honor de Martin Severin From;[7]
- Variant Furman del gambit de dama acceptat – 1.d4 d5 2.c4 dxc4 3.Cf3 Cf6 4.e3 e6 5.Axc4 c5 6.O-O a6 7.dxc5 Axc5 – en honor de Semyon Furman;[45]
- Variant Gajewski de l'obertura Ruy López – 1.e4 e5 2.Cf3 Cc6 3.Ab5 a6 4.Aa4 Cf6 5.0-0 Ae7 6.Te1 b5 7.Ab3 0-0 8.c3 0-0 9.h3 Ca5 10.Ac2 d5 – en honor de Grzegorz Gajewski;[46]
- Defensa Glek de la defensa índia de rei – 1.d4 Cf6 2.c4 g6 3.Cc3 Ag7 4.e4 d6 5.Cf3 O-O 6.Ae2 e5 7.O-O Ca6 – en honor d'Ígor Glek;[47]
- Variant Glek de l'obertura dels quatre cavalls – 1.e4 e5 2.Cf3 Cc6 3.Cc3 Cf6 4.g3 – en honor Ígor Glek;[48]
- gambit Göring de l'obertura escocesa – 1.e4 e5 2.Cf3 Cc6 3.d4 exd4 4.c3 – en honor de Carl Göring;[7]
- Atac Goglidze – 1.d4 Cf6 2.c4 g6 3.f3 d5 – en honor de Viktor Goglidze;[49]
- Variant Grivas de la defensa siciliana – 1.e4 c5 2.Cf3 Cc6 3.d4 cxd4 4.Cxd4 Db6 – en honor d'Efstratios Grivas;[50]
- Atac Grob – 1.g4 – en honor a Henri Grob;[51]
- Defensa Gunderam – 1.e4 e5 2.Cf3 De7 – en honor de Gerhard Gunderam;[52]
- Defensa Gurguenidze de la defensa moderna – 1.e4 g6 2.d4 Ag7 3.Cc3 c6 4.f4 d5 5.e5 h5 – en honor de Bukhuti Gurguenidze;[53]
- Variant Gurguenidze de la defensa Caro-Kann – 1.e4 c6 2.d4 d5 3.Cc3 b5 – en honor de Bukhuti Gurguenidze;[53]
- Variant Gurguenidze de la defensa siciliana – 1.e4 c5 2.Cf3 Cc6 3.Ab5 g6 4.0-0 Ag7 5.Te1 e5 6.b4 – en honor de Bukhuti Gurguenidze;[53]
- Contragamebt Gusev del gambit de dama refusat – 1.d4 d5 2.c4 c5 3.cxd5 Cf6 – en honor de Yuri Gusev;[54]
- Defensa Grünfeld – 1.d4 Cf6 2.c4 g6 3.Cc3 d5 – en honor d'Ernst Grünfeld;[7]
- Variant Hanham de la defensa Philidor – 1.e4 e5 2.Cf3 d6 3.d4 Cd7 – en honor de James Hanham;[7]
- Atac Hodgson – 1.d4 d5 2.Ag5 – en honor de Julian Hodgson;[55]
- Atac Hopton de la defensa holandesa – 1.d4 f5 2.Ag5 – en honor de Hopton;[56]
- Sistema Hromádka de la defensa Benoni – 1.d4 Cf6 2.c4 c5 3.d5 d6 – en honor de Karel Hromádka;[57]
- Variant Hübner de la defensa Nimzo-Índia – 1.d4 Cf6 2.c4 e6 3.Cc3 Ab4 4.e3 c5 – en honor a Robert Hübner;[58]
- Variant Ilyin-Genevsky de la defensa holandesa – 1.d4 f5 2.c4 Cf6 3.g3 e6 4.Ag2 Ae7 5.Cf3 0-0 6.0-0 d6 7.Cc3 De8 – en honor d'Alexander Ilyin-Genevsky;[59]
- Variant Janowski de la defensa índia antiga – 1.d4 Cf6 2.c4 d6 3. Cc3 Af5 – en honor de Dawid Janowski;
- Defensa Jasnogrodsky del gambit Rice – 1.e4 e5 2.f4 exf4 3.Cf3 g5 4.h4 g4 5.Ce5 Cf6 6.Ac4 d5 7.exd5 Ad6 8.0-0 Axe5 9.Te1 De7 10.c3 Ch5 – en honor de Nicolai Jasnogrodsky;[60]
- gambit Jerome de l'obertura italiana – 1.e4 e5 2.Cf3 Cc6 3.Ac4 Ac5 4.Axf7+ – en honor d'Alonzo Wheeler Jerome;[61]
- Variant Kan de la defensa siciliana – 1.e4 c5 2.Cf3 e6 3.d4 cxd4 4.Cxd4 a6 – en honor d'Ilya Kan;[27]
- Variant Karklins-Martinovsky de la defensa Petrov – 1.e4 e5 2.Cf3 Cf6 3.Cxe5 d6 4.Cd3 – en honor dels mestres de Chicago Andrew Karklins i Eugene Martinovsky;[62]
- Variant Kàrpov de l'obertura Ruy López – 1.e4 e5 2.Cf3 Cc6 3.Ab5 a6 4.Aa4 Cf6 5.0-0 Ae7 6.Te1 b5 7.Ab3 0-0 8.c3 0-0 9.h3 Cd7 – en honor d'Anatoli Kàrpov;[63]
- Variant Katalymov de la defensa siciliana – 1.e4 c5 2.Cf3 b6 – en honor de Boris Katalymov;[64]
- Defensa Keene del gambit de rei – 1.e4 e5 2.f4 Dh4+ 3.g3 De7 – en honor de Raymond Keene;[65]
- Atac Keres de la defensa siciliana – 1.e4 c5 2.Cf3 d6 3.d4 cxd4 4.Cxd4 Cf6 5.Cc3 e6 6.g4 – en honor de Paul Keres;[66]
- Defensa Keres – 1.d4 e6 2.c4 Ab4+ – en honor de Paul Keres;[67]
- Variant Keres de la defensa siciliana – 1.e4 c5 2.Ce2 – en honor de Paul Keres;[27]
- Variant Kevitz de l'obertura anglesa – 1.c4 Cf6 2.Cc3 e6 3.e4 Cc6 – en honor d'Alexander Kevitz;[67]
- Variant Khólmov de l'obertura Ruy López – 1.e4 e5 2.Cf3 Cc6 3.Ab5 a6 4.Aa4 Cf6 5.0-0 Ae7 6.Te1 b5 7.Ab3 0-0 8.c3 0-0 9.h3 Ae6 – en honor de Ratmir Khólmov;[68]
- gambit Kieseritzky del gambit de rei – 1.e4 e5 2.f4 exf4 3.Cf3 g5 4.h4 g5 5.Ce5 – en honor de Lionel Kieseritzky
- Variant Knorre de l'obertura Ruy López – 1.e4 e5 2.Cf3 Cc6 3.Ab5 a6 4.Aa4 Cf6 5.O-O Cxe4 6.Cc3 – en honor de Viktor Knorre;[69]
- Variant Kondratiyev de la defensa francesa – 1.e4 e6 2.d4 d5 3.Cc3 Ab4 4.Ad3 c5 5.exd5 Dxd5 6.Ad2 – en honor de Pavel Kondratiyev;[70]
- gambit Konikowski de l'obertura Ruy López – 1.e4 e5 2.Cf3 Cc6 3.Ab5 Ac5 4.c3 d5 – en honor de Jerzy Konikowski;[71]
- Obertura Konstantinopolsky – 1.e4 e5 2.Cf3 Cc6 3.g3 – en honor Oleksandr Konstantinopolski;[15]
- Defensa Lamb del gambit Blackmar-Diemer – 1.d4 d5 2.e4 dxe4 3.Cc3 Cf6 4.f3 Cc6 - en honor a F. Lamb;[72]
- Obertura Larsen – 1.b3 – en honor de Bent Larsen;[73]
- gambit Leko de l'Anti-Grünfeld – 1.d4 Cf6 2.c4 g6 3.f3 e5 – en honor de Péter Lékó;[74]
- Variant Leonhardt del gambit Evans – 1.e4 e5 2.Cf3 Cc6 3.Ac4 Ac5 4.b4 Axb4 5.c3 Aa5 6.d4 b5 – en honor de Paul Saladin Leonhardt;[75]
- Variant Löwenfisch de la defensa Grünfeld – 1.d4 Cf6 2.c4 g6 3.Cc3 d5 4.Cf3 Ag7 5.Db3 dxc4 6.Dxc4 O-O 7.e4 b6 – en honor de Grigori Löwenfisch;[76]
- Variant Löwenfisch de la defensa siciliana – 1.e4 c5 2.Cf3 d6 3.d4 cxd4 4.Cxd4 Cf6 5.Cc3 g6 6.f4 – en honor de Grigori Löwenfisch;[77]
- Atac Levitsk
- Variant Lolli de la defensa dels dos cavalls - 1.e4 e5 2.Cf3 Cc6 3.Ac4 Cf6 4.Cg5 d5 5.exd5 Cxd5 6.d4 – en honor de Giambattista Lolli;[78]
- Defensa Lucena de l'obertura Ruy López – 1.e4 e5 2.Cf3 Cc6 3.Ab5 Ae7 – en honor de Luis Ramírez de Lucena;[10]
- Defensa Lundin – 1.d4 Cc6 – en honor d'Erik Lundin;[79]
- Variant Lútikov de la defensa Grünfeld – 1.d4 Cf6 2.c4 g6 3.Cc3 d5 4.f3 – en honor d'Anatoli Lútikov;[41]
- Variant Lútikov de l'obertura Ruy López – 1.e4 e5 2.Cf3 Cc6 3.Ab5 a6 4.Aa4 Cf6 5.0-0 Ae7 6.Te1 b5 7.Ab3 0-0 8.c3 d6 9.Ac2 – en honor d'Anatoli Lútikov;[10]
- Sistema Makogonov de la defensa índia de rei – 1.d4 Cf6 2. c4 g6 3.Cc3 Ag7 4.e4 d6 5.h3 – en honor de Vladimir Makogonov;[80]
- Variant Makogonov de la defensa Grünfeld – 1.d4 Cf6 2.c4 g6 3.Cc3 d5 4.e3 Ag7 5.Cf3 0-0 6.b4 – en honor de Vladimir Makogonov;[10]
- Anell de Maróczy de la defensa siciliana – 1.e4 c5 2.Cf3 Cc6 3.d4 cxd4 4.Cxd4 g6 5.c4 – en honor de Géza Maróczy;[7]
- Atac Marshall de l'obertura Ruy López – 1.e4 e5 2.Cf3 Cc6 3.Ab5 a6 4.Aa4 Cf6 5.0-0 Ae7 6.Te1 b5 7.Ab3 0-0 8.c3 d5 – en honor de Frank James Marshall;[81]
- Defensa Marshall del gambit de dama – 1.d4 d5 2.c4 Cf6 – en honor de Frank James Marshall;[10]
- gambit Marshall de la defensa semieslava – 1.d4 d5 2.c4 e6 3.Cc3 c6 4.e4 dxe4 5.Cxe4 Ab4+ 6.Ad2 – en honor de Frank James Marshall;[10]
- gambit Marshall de la defensa Tarrasch – 1.d4 d5 2.c4 e6 3.Cc3 c5 4.cxd5 exd5 5.e4 – en honor de Frank James Marshall;[10]
- Variant Marshall de la defensa siciliana – 1.e4 c5 2.Cf3 e6 3.d4 d5 – en honor de Frank James Marshall;[10]
- Atac Max Lange de la defensa dels dos cavalls – 1.e4 e5 2.Cf3 Cc6 3.Ac4 Cf6 4.d4 exd4 5.0-0 Ac5 6.e5 – en honor de Max Lange;[15]
- Variant McCutcheon de la defensa francesa – 1.e4 e6 2.d4 d5 3.Cc3 Cf6 4.Ag5 Ab4 – en honor de John Lindsay McCutcheon;[82]
- Obertura Mieses – 1.d3 – en honor de Jacques Mieses;[15]
- Variant Mikenas de la Benoni moderna – 1.d4 Cf6 2.c4 c5 3.d5 e6 4.Cc3 exd5 5.cxd5 d6 6.e4 g6 7.f4 Ag7 8.e5 – en honor de Vladas Mikėnas;[83]
- Variant Miles de la defensa índia de dama – 1.d4 Cf6 2.c4 e6 3.Cf3 b6 4.Af4 – en honor de Tony Miles;[10]
- Atac Moeller de l'obertura italiana – 1.e4 e5 2.Cf3 Cc6 3.Ac4 Ac5 4.c3 Cf6 5.d4 cxd4 6.cxd4 Ab4+ 7.Cc3 Cxe4 8.0-0 Axc3 9.d5 – en honor de Jorgen Moeller;[84]
- Parany de Monticelli de la defensa Bogoíndia – 1.d4 Cf6 2.c4 e6 3.Cf3 Ab4+ 4.Ad2 Axd2+ 5.Dxd2 b6 6.g3 Ab7 7.Ag2 0-0 8.Cc3 Ce4 9.Dc2 Cxc3 10.Cg5 – en honor de Mario Monticelli;
- Variant Morozévitx de la defensa francesa – 1.e4 e6 2.d4 d5 3.Cd2 Ae7 – en honor d'Aleksandr Morozévitx;[85]
- Defensa Morphy de l'obertura Ruy López - 1.e4 e5 2.Cf3 Cc6 3.Ab5 a6 – en honor de Paul Morphy;[10]
- gambit Morphy de la defensa francesa – 1.e4 e6 2.d4 d5 3.Ch3 – en honor de Paul Morphy;[86]
- gambit Muzio del gambit de rei – 1.e4 e5 2.f4 exf4 3.Cf3 g5 4.Ac4 g4 5.0-0 gxf3 6.Dxf3 – en honor de Muzio;[87]
- Atac Nadanian de l'obertura del peó de dama – 1.d4 Cf6 2.Cf3 h6 3.c4 g5 – en honor d'Aixot Nadanian;[88]
- Variant Nadanian de la defensa Grünfeld – 1.d4 Cf6 2.c4 g6 3.Cc3 d5 4.cxd5 Cxd5 5.Ca4 – en honor d'Aixot Nadanian;[89]
- Variant Najdorf de la defensa siciliana – 1.e4 c5 2.Cf3 d6 3.d4 cxd4 4.Cxd4 Cf6 5.Cc3 a6 – en honor de Miguel Najdorf;[90]
- Obertura Napoleó – 1.e4 e5 2.Df3 – en honor a Napoleó Bonaparte;[91]
- Defensa Nimzoíndia – 1.d4 Cf6 2.c4 e6 3.Cc3 Ab4 – en honor d'Aron Nimzowitsch;[92]
- Defensa Nimzowitsch – 1.e4 Cc6 – en honor d'Aron Nimzowitsch;[93]
- Variant Nimzowitsch de la defensa siciliana – 1.e4 c5 2.Cf3 Cf6 - en honor d'Aron Nimzowitsch;[27]
- Variant Noteboom de la defensa semieslava – 1.d4 d5 2.c4 e6 3.Cc3 c6 4.Cf3 dxc4 – en honor a Daniël Noteboom;[94]
- Variant O'Kelly de la defensa siciliana – 1.e4 c5 2.Cf3 a6 – en honor d'Albéric O'Kelly de Galway;[95]
- Variant Opocensky de la defensa Grünfeld – 1.d4 Cf6 2.c4 g6 3.Cc3 d5 4.e3 Ag7 5.Cf3 O-O 6.Ad2 – en honor a Karel Opočenský;[41]
- Variant Opocensky de la defensa siciliana – 1.e4 c5 2.Cf3 d6 3.d4 cxd4 4.Cxd4 Cf6 5.Cc3 a6 6.Ae2 – en honor a Karel Opočenský;[96]
- Defensa Owen – 1.e4 b6 – en honor de John Owen;[15]
- Atac Panov de la defensa Caro-Kann – 1.e4 c6 2.d4 d5 3.exd5 cxd5 4.c4 – en honor a Vassili Panov;[7]
- Atac Parham – 1.e4 e5 2.Dh5 – en honor a Bernard Parham;[97]
- Atac Paulsen de la defensa Petrov – 1.e4 e5 2.Cf3 Cf6 3.Cxe5 d6 4.Cc4 – en honor de Louis Paulsen;[7]
- Variant Petrossian de la defensa índia de rei – 1.d4 Cf6 2.c4 g6 3.Cc3 Ag7 4.e4 d6 5.Cf3 O-O 6.Ae2 e5 7.d5 – en honor a Tigran Petrossian;[10]
- Variant Petrossian de la defensa índia de dama – 1.d4 Cf6 2.c4 e6 3.Cf3 b6 4.a3 – en honor a Tigran Petrossian;[10]
- Atac Perenyi de la defensa siciliana – 1.e4 c5 2.Cf3 d6 3.d4 cxd4 4.Cxd4 Cf6 5.Cc3 e6 6.Ae3 a6 7.g4 e5 8.Cf5 g6 9.g5 – en honor a Bela Perenyi;[98]
- Defensa Petrov – 1.e4 e5 2.Cf3 Cf6 – en honor d'Alexander Petrov;[7]
- Defensa Philidor – 1.e4 e5 2.Cf3 d6 – en honor de François-André Danican Philidor;[7]
- Defensa Pirc – 1.e4 d6 2.d4 Cf6 3.Cc3 g6 – en honor a Vasja Pirc;[7]
- Defensa Pollock de l'obertura Ruy López – 1.e4 e5 2.Cf3 Cc6 3.Ab5 Ca5 – en honor a William Pollock;[10]
- Variant Polugaevsky de la defensa siciliana – 1.e4 c5 2.Cf3 d6 3.d4 cxd4 4.Cxd4 Cf6 5.Cc3 a6 6.Ag5 e6 7.f4 b5 – en honor de Lev Polugaievski;[99]
- Obertura Ponziani – 1.e4 e5 2.Cf3 Cc6 3.c3 – en honor a Domenico Lorenzo Ponziani;[7]
- Variant Popov de l'obertura Ruy López – 1.e4 e5 2.Cf3 Cc6 3.Ab5 a5 – en honor del jugador per correspondència búlgar Popov;[100]
- Atac Prie de l'obertura del peó de dama – 1.d4 d5 2.a3 – en honor a Éric Prié;[101]
- Variant Puc de la defensa Nimzoíndia – 1.d4 Cf6 2.c4 e6 3.Cc3 Ab4 4.e3 c6 – en honor a Stojan Puc;[102]
- Variant Quinteros de la defensa siciliana – 1.e4 c5 2.Cf3 Dc7 – en honor de Miguel Quinteros;[103]
- Defensa Ragozin del gambit de dama – 1.d4 d5 2.c4 e6 3.Cf3 Cf6 4.Cc3 Ab4 – en honor a Viatxeslav Ragozin;[7]
- Obertura Réti – 1.Cf3 – en honor a Richard Réti;[7]
- gambit Rice del gambit de rei – 1.e4 e5 2.f4 exf4 3.Cf3 g5 4.h4 g4 5.Ce5 Cf6 6.Ac4 d5 7.exd5 Ad6 8.0-0 – en honor d'Isaac Rice;[7]
- Atac Richter-Veresov – 1.d4 d5 2.Cc3 Cf6 3.Ag5 – en honor a Kurt Richter i Gavriil Veresov;[104]
- Atac Richter-Rauzer de la defensa siciliana – 1.e4 c5 2.Cf3 d6 3.d4 cxd4 4.Cxd4 Cf6 5.Cc3 Cc6 6.Ag5 e6 7.Dd2 – en honor a Kurt Richter i Vsèvolod Ràuzer;[27]
- Variant Riumin de la defensa índia de dama – 1.d4 Cf6 2.c4 e6 3.Cf3 b6 4.g3 Ab7 5.Ag2 Ab4+ 6.Ad2 Ae7 - en honor a Nikolai Riumin;[105]
- Defensa Robatsch – 1.e4 g6 2.d4 Ag7 – en honor a Karl Robatsch;[7]
- Variant Rossolimo de la defensa siciliana – 1.e4 c5 2.Cf3 Cc6 3.Ab5 – en honor a Nicolas Rossolimo;[106]
- gambit Rousseau – 1.e4 e5 2.Cf3 Cc6 3.Ac4 f5 4.d3 – en honor de Eugène Rousseau;[107]
- Variant Rubinstein de la defensa francesa – 1.e4 e6 2.d4 d5 3.Cc3 dxe4 – en honor d'Akiba Rubinstein;[7]
- Variant Rubinstein del gambit Budapest – 1.d4 Cf6 2.c4 e5 3.dxe4 Cg4 4.Af4 – en honor d'Akiba Rubinstein;[7]
- Variant Rubinstein de la defensa Nimzoíndia – 1.d4 Cf6 2.c4 e6 3.Cc3 Ab4 4.e3 – en honor d'Akiba Rubinstein;[7]
- Variant Rubinstein de l'obertura dels quatre cavalls – 1.e4 e5 2.Cf3 Cc6 3.Cc3 Cf6 4.Ab5 Cd4 – en honor d'Akiba Rubinstein;[7]
- Obertura Ruy López – 1.e4 e5 2.Cf3 Cc6 3.Ab5 – en honor a Ruy López de Segura;[7]
- Variant Sämisch de la defensa índia de rei – 1.d4 Cf6 2. c4 g6 3.Cc3 Ag7 4.e4 d6 5.f3 – en honor de Friedrich Sämisch;[13]
- Variant Sämisch de la defensa Nimzoíndia – 1.d4 Cf6 2.c4 e6 3.Cc3 Ab4 4.a3 – en honor de Friedrich Sämisch;[108]
- La bogeria de Santasiere – 1.Cf3 Cf6 2.b4 – en honor d'Anthony Santasiere;[109]
- Defensa Schallopp del gambit de rei – 1.e4 e5 2.f4 exf4 3.Cf3 Cf6 – en honor d'Emil Schallopp;[15]
- Sistema Schlechter-Rubinstein de la defensa Tarrasch – 1.d4 d5 2.c4 e6 3.Cc3 c5 4.cxd5 exd5 5.Cf3 Cc6 6.g3 – en honor de Carl Schlechter i Akiba Rubinstein;[10]
- Variant Schlechter de la defensa francesa – 1.e4 e6 2.d4 d5 3.Ad3 – en honor de Carl Schlechter;[110]
- Variant Schlechter de la defensa Grunfeld – 1.d4 Cf6 2.c4 g6 3.Cc3 d5 4.e3 c6 – en honor de Carl Schlechter;[111]
- Variant Schlechter de la defensa eslava – 1.d4 d5 2.c4 c6 3.Cf3 Cf6 4.Cc3 g6 – en honor de Carl Schlechter;[111]
- gambit Schliemann-Jaenisch de l'obertura Ruy López – 1.e4 e5 2.Cf3 Cc6 3.Ab5 f5 – en honor de Carl Jaenisch i Adolf Karl Wilhelm Schliemann;[15]
- Gambit Shabalov-Shirov de la defensa semieslava – 1.d4 d5 2.c4 c6 3.Cf3 Cf6 4.Cc3 e6 5.e3 Cbd7 6.Dc2 Ad6 7.g4 – en honor d'Alexander Shabalov i Aleksei Xírov[112]
- Gambit Smith-Morra de la defensa siciliana – 1.e4 c5 2.d4 cxd4 3.c3 dxc3 4.Cxc3 – en honor del mestre de Texas Ken Smith i Morra;[113]
- Variant Smislov de la defensa Grünfeld – 1.d4 Cf6 2.c4 g6 3.Cc3 d5 4.Cf3 Ag7 5.Db3 dxc4 6.Dxc4 O-O 7.e4 Ag4 – en honor a Vassili Smislov;[114]
- Variant Smislov de l'obertura Ruy López – 1.e4 e5 2.Cf3 Cc6 3.Ab5 a6 4.Aa4 Cf6 5.0-0 Ae7 6.Te1 b5 7.Ab3 d6 8.c3 0-0 9.h3 h6 – en honor a Vassili Smislov;[115]
- Variant Snyder de la defensa siciliana – 1.e4 c5 2.b3 – en honor de Robert Snyder;[116]
- Obertura Sokolsky – 1.b4 – en honor d'Alexey Sokolsky;[15]
- Variant Soldaténkov del gambit de rei – 1.e4 e5 2.f4 Ac5 3.Cf3 d6 4.fxe5 – en honor a Vassili Soldaténkov;[117]
- Variant Soltis de l'Atac jugoslau – 1.e4 c5 2.Cf3 d6 3.d4 cxd4 4.Cxd4 Cf6 5.Cc3 g6 6.Ae3 Ag7 7.f3 0-0 8.Dd2 Cc6 9.Ac4 Ad7 10.0-0-0 Tc8 11.Ab3 Ce5 12.h4 h5 – en honor d'Andrew Soltis.[118]
- Variant Soultanbeieff de la defensa eslava – 1.d4 d5 2.c4 c6 3.Cf3 Cf6 4.Cc3 dxc4 5.a4 e6 Victor Soultanbeieff;[119]
- Atac Sozin–Fischer de la defensa siciliana – 1.e4 c5 2.Cf3 Cc6 3.d4 cxd4 4.Cxd4 Cf6 5.Cc3 d6 6.Ac4 e6 7.Ae3 Ae7 8.Ab3 0-0 9.0-0 – en honor a Veniamín Sozin i Bobby Fischer;[120]
- Variant Spielmann de la defensa Caro-Kann – 1.e4 c6 2.Cc3 d5 3.Df3 – en honor a Rudolph Spielmann;[121]
- gambit Stamma del gambit de rei – 1.e4 e5 2.f4 exf4 3.h4 – en honor de Philipp Stamma;[122]
- gambit Staunton de la defensa holandesa – 1.d4 f5 2.e4 – en honor a Howard Staunton;[7]
- Defensa Steinitz de l'obertura Ruy López – 1.e4 e5 2.Cf3 Cc6 3.Ab5 d6 – en honor a Wilhelm Steinitz;[123]
- Gambit Steinitz de l'obertura vienesa – 1.e4 e5 2.Cc3 Cc6 3.f4 – en honor a Wilhelm Steinitz;[7]
- Variant Steinitz de la defensa Petrov – 1.e4 e5 2.Cf3 Cf6 3.d4 – en honor a Wilhelm Steinitz;[124]
- Variant Steinitz de la defensa siciliana – 1.e4 c5 2.g3 – en honor a Wilhelm Steinitz;[125]
- Variant Sveshnikov de la defensa siciliana – 1.e4 c5 2.Cf3 Cc6 3.d4 cxd4 4.Cxd4 Cf6 5.Cc3 e5 – en honor de Ievgueni Svéixnikov;[126]
- Variant Szén de la defensa siciliana – 1.e4 c5 2.Cf3 e6 3.d4 cxd4 4.Cxd4 Cc6 5.Cb5 – en honor a József Szén;[127]
- Variant Taimanov de la defensa siciliana – 1.e4 c5 2.Cf3 e6 3.d4 cxd4 4.Cxd4 Cc6 – en honor de Mark Taimanov;[128]
- Defensa Tarrasch – 1.d4 d5 2.c4 e6 3.Cc3 c5 – en honor a Siegbert Tarrasch;[129]
- Variant Tarrasch de la defensa francesa – 1.e4 e6 2.d4 d5 3.Cd2 – en honor a Siegbert Tarrasch;[130]
- gambit Tennison – 1.Cf3 d5 2.e4 – en honor a Otto Tennison;[10]
- Atac Torre – 1.d4 Cf6 2.Cf3 e6 3.Ag5 – en honor de Carlos Torre;[131]
- Variant Traxler de la defensa dels dos cavalls – 1.e4 e5 2.Cf3 Cc6 3.Ac4 Cf6 4.Cg5 Ac5 – en honor a Karel Traxler;[132]
- Atac Trompowsky – 1.d4 Cf6 2.Ag5 – en honor a Octavio Trompowsky;[7]
- Defensa Ufímtsev – 1.e4 d6 2.d4 Cf6 3.Cc3 g6 – en honor d'Anatoli Ufímtsev;[133]
- Sistema Uhlmann-Szabo
- Obertura Van 't Kruijs – 1.e3 – en honor de Maarten van 't Kruijs;[7]
- Atac Velimirovic de la defensa siciliana – 1.e4 c5 2.Cf3 d6 3.d4 cxd4 4.Cxd4 Cf6 5.Cc3 e6 6.Ac4 Cc6 7.Ae3 Ae7 8.De2 – en honor a Dragoljub Velimirović;[134]
- Gambit Villemson del gambit de rei – 1.e4 e5 2.f4 exf4 3.d4 – en honor de Martin Villemson;[135]
- Variant Vinogradov de l'obertura Ruy López – 1.e4 e5 2.Cf3 Cc6 3.Ab5 De7 – en honor a Vinogradov;[136]
- Variant Vitolins de la defensa siciliana – 1.e4 c5 2.Cf3 d6 3.d4 cxd4 4.Cxd4 Cf6 5.Cc3 e6 6.Ab5+ – en honor d'Alvis Vitolinš;[137]
- Defensa Wade – 1.d4 d6 2.Cf3 Ag4 – en honor a Robert Wade;[138]
- gambit Wagner del gambit suís – 1.f4 f5 2.e4 fxe4 3.Cc3 Cf6 4.g4 – en honor d'Alexander Wagner;[139]
- Obertura Ware – 1.a4 – en honor de Preston Ware;[15]
- Defensa Ware - 1. e4 a5 - en honor de Preston Ware
- Variant Winawer de la defensa francesa – 1.e4 e6 2.d4 d5 3.Cc3 Ab4 – en honor a Simon Winawer;[140]
- Atac Worrall de l'obertura Ruy López – 1.e4 e5 2.Cf3 Cc6 3.Ab5 a6 4.Aa4 Cf6 5.De2 – en honor de Thomas Herbert Worrall;[141]
- Gambit Zaitsev de la defensa Grünfeld – 1.d4 Cf6 2.c4 g6 3.Cc3 d5 4.h4 – en honor d'Alexander Zaitsev;[142]
- Varant Zaitsev de l'obertura Ruy López – 1.e4 e5 2.Cf3 Cc6 3.Ab5 a6 4.Aa4 Cf6 5.0-0 Ae7 6.Te1 b5 7.Ab3 0-0 8.c3 0-0 9.h3 Ab7 – en honor d'Ígor Zàitsev;[15]
- Gambit Zilbermints del gambit Englund – 1.d4 e5 2.dxe5 Cc6 3.Cf3 Cge7 – en honor a Lev Zilbermints;[143]
- Variant Zvjaginsev de la defensa siciliana – 1.e4 c5 2.Ca3 – en honor a Vadim Zviàguintsev;[144]